# Краснопільська сільська рада (Бердичівський район)
Краснопільська сільська рада — орган місцевого самоврядування Краснопільської сільської територіальної громади Бердичівського району Житомирської області з розміщенням у с. Краснопіль.

## Склад ради

### VIII скликання
Рада складається з 22 депутатів та голови.
25 жовтня 2020 року, на чергових місцевих виборах, було обрано 22 депутати ради, з них (за суб'єктами висування): «Слуга народу» — 9, «Наш край» та Всеукраїнське об'єднання «Батьківщина» — по 6, самовисування — 1.
Головою громади обрали позапартійного самовисуванця Івана Патея, тоді чинного Краснопільського сільського голову.

### Керівний склад сільської ради
| ПІБ                                 | Основні відомості                                                                             | Суб'єкт висування | Дата обрання | Дата звільнення |
| ----------------------------------- | --------------------------------------------------------------------------------------------- | ----------------- | ------------ | --------------- |
| Бистрицький Олександр Володимирович | Сільський голова, 1971 року народження, освіта, член Всеукраїнського об'єднання «Батьківщина» |                   | 26.03.2006   | 31.10.2010      |
| Бистрицький Олександр Володимирович | Сільський голова, 1971 року народження, освіта, член Всеукраїнського об'єднання «Батьківщина» |                   | 31.10.2010   | 25.10.2015      |
| Патей Іван Володимирович            | Сільський голова, 1971 року народження, освіта вища, безпартійний                             | Самовисування     | 25.10.2020   |                 |

Примітка: таблиця складена за даними джерела

## Історія
Утворена 1923 року, в складі містечка Краснопіль та с. Певна Краснопільської волості Полонського повіту Волинської губернії. Станом на 17 грудня 1926 року в підпорядкуванні значились хутори Корчунок, Хуторисько (згодом — Поштовий, Поштове) та Ясопіль. 4 вересня 1928 року с. Певна виділене в окрему, Певнянську сільську раду Янушпільського району Бердичівської округи. Станом на 1 жовтня 1941 року х. Корчунок не перебуває на обліку населених пунктів.
Станом на 1 вересня 1946 року сільська рада входила до складу Янушпільського району Житомирської області, на обліку в раді перебували с. Краснопіль та хутори Поштовий і Ясопіль.
Станом на 1954 рік в підпорядкуванні значиться селище Робітниче (згодом — с. Радісне). 11 серпня 1954 року, відповідно до указу Президії Верховної ради Української РСР «Про укрупнення сільських рад по Житомирській області», до складу ради приєднано с. Певна ліквідованої Певнянської сільської ради Янушпільського району. 16 вересня 1960 року, відповідно до рішення Житомирського облвиконкому № 960 «Про уточнення обліку населених пунктів області», взято на облік с. Веселка. 16 червня 1969 року, відповідно до рішення Житомирського облвиконкому № 282 «Про зміни в адміністративно-територіальному поділі деяких населених пунктів Коростенського і Чуднівського районів», сел. Ясопіль передане до складу Трощанської сільської ради Чуднівського району.
На 1 січня 1972 року сільська рада входила до складу Чуднівського району Житомирської області, на обліку в раді перебували села Краснопіль, Певна, Радісне та сел. Поштове.
12 серпня 1974 року, відповідно до рішення Житомирського облвиконкому № 342 «Про зміни в адміністративно-територіальному поділі окремих районів області в зв'язку з укрупненням колгоспів», до складу ради передано с. Безпечна Носівської сільської ради, села Певна та Поштове передані до складу Жеребківської сільської ради. 4 серпня 1986 року, відповідно до рішення Житомирського облвиконкому № 284 «Про деякі зміни в адміністративно-територіальному устрої Лугинського, Олевського і Чуднівського районів», с. Радісне підпорядковане Іванопільській селищній раді. 26 червня 1992 року, відповідно до рішення Житомирської обласної ради «Про внесення змін в адміністративно-територіальний устрій окремих районів», в с. Безпечна відновлено Безпечнянську сільську раду Чуднівського району.
Площа території — 44,219 км², населення — 1 226 осіб (2001).
22 серпня 2016 року територію ради та с. Краснопіль включено до складу новоствореної Краснопільської сільської територіальної громади Чуднівського району Житомирської області.
Входила до складу Янушпільського (7.03.1923 р.), Чуднівського (28.11.1957 р., 8.12.1966 р.), Бердичівського (30.12.1962 р.) та Любарського (4.01.1965 р.) районів.

### Населення
Кількість населення ради, станом на 1923 рік, становила 5 180 осіб, кількість дворів — 1 083.
Відповідно до перепису населення СРСР, станом на 17 грудня 1926 року, чисельність населення ради становила 4 918 осіб, з них, за статтю: чоловіків — 2 417, жінок — 2 531; етнічний склад: українців — 4 022, росіян — 17, євреїв — 177, поляків — 732. Кількість господарств — 1 124, з них, несільського типу — 31.
Відповідно до результатів перепису населення СРСР, кількість населення ради, станом на 12 січня 1989 року, становила 1 404 особи.
Станом на 5 грудня 2001 року, відповідно до перепису населення України, кількість мешканців сільської ради становила 1 226 осіб.